# Moché Londinsky
Le rabbin Moché Londinsky, né en 1862 et décédé le 23 mars 1938, était un rabbin polonais ainsi que le rosh yeshiva de la Yeshiva de Radin (Radoun) pendant une quarantaine d'années.

## Biographie
Moché Londinsky est né dans la ville Knyszyn, près de Białystok, en Pologne. Il est le fils de David et Tzivia Londinski. 

### Études
Dans sa jeunesse, il étudie quelque temps dans sa ville natale, puis étudie avec le rabbin Shabtaï Wallach, rosh yeshiva dans la ville de Rażny.
À 22 ans, il épouse la fille du rabbin Israël Neiman de Knyszyn. Après son mariage, il devient un étudiant du Kollel Brodsky, à Valojyn. Là-bas, il étudie pendant environ huit ans. Au cours des trois premières années, il ne quitte pas les lieux et ne voit aucun membre de sa famille, ni sa fille ou sa femme. Il ne connait pas le nom de son unique havruta durant ces trois ans car d'après lui, ils n'ont pas le temps de se le demander vu qu'ils étudient ensemble dès que possible.
En 1900, il est désigné par le Hofetz Haïm afin de diriger sa yeshiva à Radoun, sur la recommandation de son professeur, le Netziv de Valojyn. Quatre années plus tard, le rabbin Naftali Trop est nommé pour le remplacer. Pendant tout ce temps, le Hofetz Haïm est à ses côté afin de l'aider à diriger la yeshiva et édite même certains de ses livres pour lui.

### Première Guerre mondiale
Durant la Première Guerre mondiale, après le retrait des russes et l'approche de l'armée allemande à Radoun, il est décidé que la yeshiva se diviserait en deux: une partie resterait à Radoun et l'autre s'installerait en Russie. La plupart des étudiants, dont le Hofetz Haïm et le Rav Trop, quittent Radoun, et la minorité, comprenant le rabbin Londinsky, reste sur place.

### Après la guerre
En 1921, les exilés reviennent à Radoun, accueillis à la gare par le rabbin Londinsky. Malheureusement, les appartements de la yeshiva ont été détruits et abandonnés et les étudiants doivent vivre dans le Beth Midrash local. Au fil du temps, la yeshiva reprend son cours normal sous la direction du rabbin Londinsky et du Rabbin Trop.
En 1928, le Rabbin Trop décède et deux jeunes Roshei yeshiva sont nommés aux côtés du Rabbin Londinsky: le rabbin Baruch Yosef Faibelzon (gendre du Rav Trop) et le rabbin Menachem Mendel Zaks (gendre de Hofetz Haïm).
Après la mort du Hofetz Haïm, la situation financière de la yeshiva se détériore et le Rabbin Londinsky est dans l'obligation de se rendre à Londres afin de collecter des fonds pour continuer à faire fonctionner la yeshiva.

### Mort
Moché Londinsky meurt le 23 mars 1938 à l'âge de 76 ans et est enterré au cimetière de Radoun.
Un de ses descendants, le Rabbin Haïm Plato, fonde la Yeshiva de Radin, à Netanya. Le fils du Rabbin Plato, Menahem Mendel, publie le livre Pour moi Radin (בשבילי ראדין), sur la Yeshiva de Radin et l'histoire de la vie de son ancêtre, le rabbin Moché Londinsky.

## Descendance
- Tzirel, l'épouse du rabbin Avraham Israël Moché Salomon, rabbin de Kharkiv. Leur fils est le rabbin David Salomon.
- Le rabbin Nahman David Londinsky - fondateur de la yeshiva de Gateshead, en Angleterre.
- Daba, l'épouse du rabbin Avraham Saharov, l'Av Beth Din de Trakai, près de Vilnius.
- Freida, épouse du rabbin Zalman Flitnik, l'Av Beth Din de Liverpool et à la fin de ses jours, rabbin à la Yeshiva Dvar Yerushalayim.
- Alexander Ziskind Londinsky. Il vivait à Viekšniai et a péri pendant l'Holocauste.
- Le rabbin Mordehai Londinsky - rabbin en Pologne, puis plus tard, rabbin et directeur de la yeshiva du Hofetz Haïm à New York[5].